# Moritz, lieber Moritz
Moritz, lieber Moritz ist ein deutscher Spielfilm von Hark Bohm aus dem Jahr 1978.

## Handlung
Moritz ist fünfzehn Jahre alt und mitten in der Pubertät. Seine Eltern sind in einer wirtschaftlichen Krise. Zwar lebt die Familie noch in einer riesigen Villa in Hamburg an der Elbchaussee, doch ist es nur noch eine Frage der Zeit, wann sie diese verlassen müssen. Die Eltern von Moritz sind bankrott. Moritz bleibt in dieser Zeit sich allein überlassen. Der einsame Junge sucht Kontakt. Seine Großmutter war einst eine zentrale Person in seinem Leben, doch wurde sie von den Eltern in ein Altersheim abgeschoben. Dort vegetiert sie unter unmöglichen Umständen und wird von den Pflegern drangsaliert, die keine Zeit für sie haben. Ähnlich einsam fühlt sich Moritz. Als Moritz sie besucht, bittet sie ihn um Sterbehilfe.
Da ist Moritz erfreut, dass sich wenigstens eine Tante um ihn kümmert. Doch es stellt sich heraus, dass sie nicht nur freundschaftlich familiäre Interessen an ihm hat. Als sie sich auch sexuell an Moritz heranmacht, flieht er erneut vor der Erwachsenenwelt. Das Einzige, was ihm zu bleiben scheint, sind seine Träume, in denen er sich an seiner Umwelt brutal rächt. Änderung scheint erst in Sicht, als er die nette Barbara und eine Rockband kennenlernt. Die neuen Freunde zeigen ihm einen alternativen Weg, weg von seinen Eltern, hin zu einer neuen Familie.

## Hintergrund
Nach Nordsee ist Mordsee (1976) ist Moritz, lieber Moritz der zweite Film in Folge, bei dem sich Hark Bohm mit den Problemen junger Menschen in der Pubertät beschäftigt. Einfluss darauf hatten sicherlich auch seine Ziehsöhne Uwe Enkelmann und Dschingis Bowakow, die hier auch wieder mitspielen. Für Dschingis Bowakow war dies bereits der dritte Film mit Hark Bohm. Er hatte auch schon die Titelrolle in Tschetan, der Indianerjunge gespielt. In Nordsee ist Mordsee stieß dann noch Uwe Enkelmann hinzu, der später von Hark Bohm adoptiert wurde und unter dem Namen Uwe Bohm ein bekannter Theaterschauspieler war.
Sämtliche Szenen wurden in Hamburg gedreht. Die Villa der Struckmanns liegt oberhalb der Elbchaussee in Nienstedten an der Baron-Voght-Straße. In derselben Straße entstand auch die Szene, in der Barbara von Moritz bis zur S-Bahn mit seinem Fahrrad verfolgt wird. Die Szene, in welcher Moritz mit der blauen Limousine zusammenstößt, wurde in der Otto-Ernst-Straße, Ecke Ohnsorgweg gedreht. Am naheliegenden Christianeum entstanden die Schulszenen. Gedreht wurde außerdem am Anleger in Teufelsbrück sowie in Sankt Pauli und im Hamburger Michel.

## Rezeption

### Kritiken
„Und Bohm wollte (wieder Scorsese auf den Fersen. und zwar dem 'Taxi-Driver') den Jungen einem blonden Traum nachjagen lassen, wobei ein Kompromiß von junger Liebe mit rührend ungeübten Küssen zustande kam – Liebe 78, so rein war sie noch nie. […] Was aus 'Moritz, lieber Moritz' hätte werden können, machen seine eindrucksvollsten Szenen klar, in denen es um das Verhältnis von Moritz zu seiner Großmutter und um das Nichtverhältnis zu seiner Mutter geht.“

„Die Kontakt- und Verständnisnöte eines Fünfzehnjährigen aus gutem Hause, der zum Sterbehelfer seiner Großmutter wird. Die gelegentlich mit Emotionen aufgeladene Studie eines Jugendlichen geht Verhaltensproblemen auf den Grund, enthält aber auch einige parteiliche Klischees.“

### Auszeichnungen
Moritz, lieber Moritz erlebte seine Welturaufführung im Rahmen des Wettbewerbes der Berlinale 1978. Er erhielt hier im Rahmen des Interfilm-Awards eine lobende Erwähnung.